# Broadview (Montana)
Broadview es un pueblo ubicado en el condado de Yellowstone en el estado estadounidense de Montana. En el Censo de 2010 tenía una población de 192 habitantes y una densidad poblacional de 282,95 personas por km².

## Geografía
Broadview se encuentra ubicado en las coordenadas 46°5′56″N 108°52′44″O / 46.09889, -108.87889. Según la Oficina del Censo de los Estados Unidos, Broadview tiene una superficie total de 0.68 km², de la cual 0.68 km² corresponden a tierra firme y (0%) 0 km² es agua.

## Demografía
Según el censo de 2010, había 192 personas residiendo en Broadview. La densidad de población era de 282,95 hab./km². De los 192 habitantes, Broadview estaba compuesto por el 95.31% blancos, el 0% eran afroamericanos, el 1.04% eran amerindios, el 0% eran asiáticos, el 0% eran isleños del Pacífico, el 3.13% eran de otras razas y el 0.52% pertenecían a dos o más razas. Del total de la población el 6.77% eran hispanos o latinos de cualquier raza.